# Sun Wukong

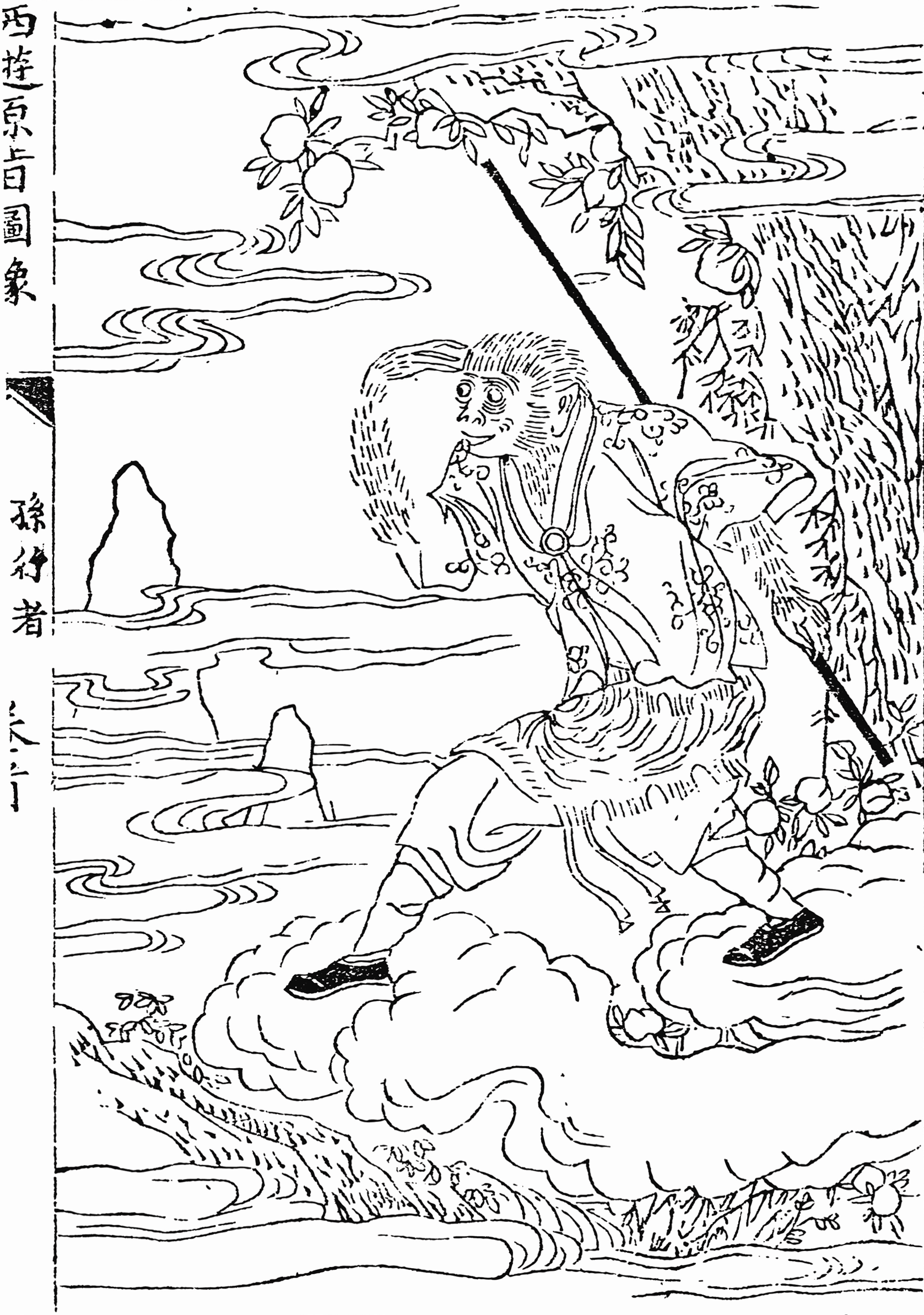
Yucheng.

Sun Wukong (en chino, 孙悟空; pinyin, Sūn Wùkōng),  es un personaje mítico de la novela china Viaje al Oeste, en la cual es discípulo de Tang Sanzang. Se le conoce como el Rey Mono y el Gran Sabio de Qi Tian. También era conocido como Ma Wen (马温) porque estaba a cargo de la Supervisión Imperial de Caballos en la Corte Celestial, y se le confirió el título de Dou Sheng Fu (斗战胜佛) por Buda Rulai (如来佛祖) después de la finalización de su viaje. (Autor Wu Cheng En) 

## Habilidades

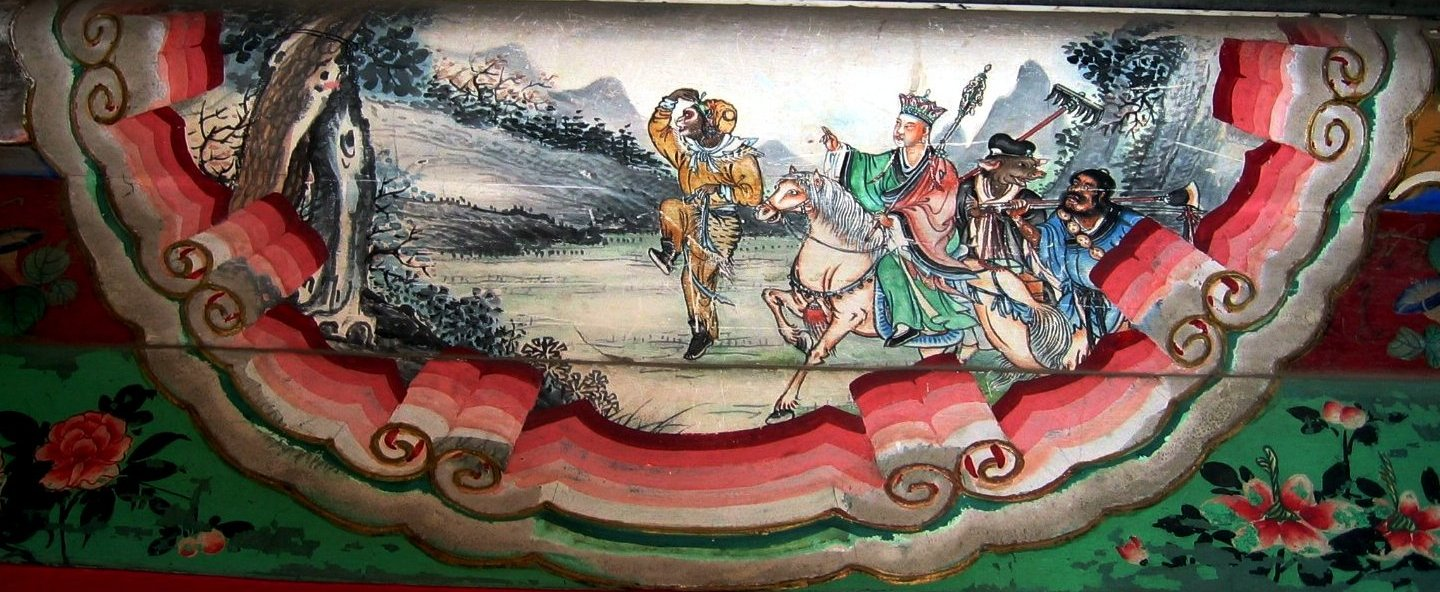
Viaje al Oeste ilustraciones en el Corredor Largo, Pinturas de Sun Wukong, Sha Wujing, Caballo del Dragón Blanco, Xuanzang en Viaje al Oeste, Zhu Bajie

Sun Wukong posee una fuerza increíble, tiene la facultad de levantar su Ruyi Jingu Bang de 13 500 jīn (8100 kg) con facilidad. Puede moverse a gran velocidad, atravesando 108 000 li (54 000 kilómetros) de un solo salto. Wukong conoce 72 transformaciones, lo que le permite transmutarse en distintos animales y objetos. Sin embargo, se le muestra teniendo leves problemas al transformarse en personas, ya que no logra completar la transformación de su cola. Es un virtuoso luchador, capaz de darles la batalla a los mejores generales del Cielo. Cada uno de sus vellos posee propiedades mágicas, de manera que puede transformarlos en sus clones, en armas, animales, cosas, u otros objetos. También sabe varios hechizos para dirigir el viento, separar el agua, conjurar círculos protectores contra demonios, congelar hombres, demonios y deidades, por nombrar algunos. La característica más importante de Sun Wukong es su inmortalidad, la cual obtiene varias veces a lo largo de viaje al oeste: Primero le enseñan a ser inmortal preservando tres energías fundamentales (la respiración, el alma y el semen), tras lo cual, elimina su nombre del libro de la vida y la muerte. Luego de ser aceptado en la corte celestial, se toma los melocotones, el vino y las pastillas de la inmortalidad, volviéndose inmortal nuevamente. Hay fuentes que mencionan una sexta y una séptima inmortalidad, obtenidas al sobrevivir al caldero de los ocho trigramas, y al ascender como buda, pero no todas las fuentes las mencionan.

## Nacimiento y primeras hazañas
Sun Wukong nació de una piedra inmortal formada de las fuerzas primarias del Caos (en el Wuji), localizado en Huāguǒ-shān (Chino: 花果山；Montaña de las Flores y la Fruta). Después de unirse a un clan de monos, se ganó el respeto del clan al descubrir la Shuǐlián-dòng (Chino: 水帘洞；la Cueva de la Cortina de Agua) detrás de una enorme catarata. El clan hizo del lugar su nuevo hogar. Los otros monos lo honraron como su rey, y él se llamó a sí mismo Měi Hóuwáng (El apuesto rey Mono). No obstante, su mejor amigo ya viejo una tarde se desplomó muerto en el risco de una montaña, entonces el rey mono comprendió que el también con el tiempo iba a morir y que pese a su poder sobre los monos, era simplemente igual que ellos, no estaba más allá de la mortalidad. Decidido a hallar la inmortalidad, viajó en una balsa hasta tierras civilizadas, donde encontró al maestro budista/taoísta Bodhi y se convirtió en su discípulo. Bodhi allí le enseñó a hablar apropiadamente y las costumbres humanas.
Bodhi al principio se mostraba reticente a acogerlo porque no era "humano", y venía desde un lugar tan lejano que el maestro pensaba que le estaba engañando, pero la determinación y la perseverancia del mono impresionaron al maestro. Fue de este de quien el mono recibió su nombre oficial Sun Wukong (“Sun” hace alusión a su origen como mono, y “Wukong” significa “consciente del vacío”). Pronto, su avidez e inteligencia le hicieron uno de los discípulos favoritos del maestro, quien le enseñó ciertas artes mágicas. Adquirió los poderes de la transmutación, conocida como las “72 transformaciones”, supuestamente el más versátil y difícil conjunto de habilidades que le permitían transformarse en cualquier forma de existencia, incluyendo personas y objetos. También aprendió acerca del “Viaje por Nubes”, incluyendo una técnica llamada el Jīndǒuyún (Salto a las Nubes), que cubre 108 000 li (54 000 km) de un brinco. Por último, podía transformar cada uno de sus 84 000 vellos de su cuerpo en objetos inanimados y seres vivientes, o incluso en clones de sí mismo, que luego volvían a su cuerpo como si no los hubiera arrancado. Sun Wukong estuvo orgulloso de sus destrezas, e hizo una demostración de sus grandes dones ante sus compañeros, que ante tal espectáculo armaron un revuelo y distrajo a su maestro de la meditación. Cuando Bodhi salió a ver que pasaba, y descubrió que Wukong estaba haciendo un circo de sus habilidades se enojó, y lo echó de su templo. Antes de tomar caminos distintos, Bodhi le hizo prometer a Wukong que nunca le dijera a nadie cómo había adquirido sus poderes.
De regreso a Huāguǒ-shān, Wukong se definió a sí mismo como uno de los más poderosos e influyentes "demonios" del mundo. En búsqueda de un arma digna de él, Sun Wukong viajó a los océanos, al templo del dragón del inframundo donde obtuvo el “El Báculo Dorado Cómo-Uno-Desee”, conocido como Ruyi Jingu Bang (también conocido como Lork bong Jin Jan en jemer), el cual podía cambiar de tamaño, multiplicarse, y luchar de acuerdo a los caprichos de su maestro. Fue originalmente usado por Dà-Yǔ para medir la profundidad del océano y después se convirtió en el “Pilar que pacifica los Océanos”, un tesoro de Ao Kuang, el “Rey Dragón de los Mares Orientales”. Pesaba 13 500 jīn (8100 kg). Una vez que Wukong estuvo cerca, el pilar comenzó a brillar, queriendo decir que había por fin hallado a su verdadero maestro. Su versatilidad significa que Wukong podría usarlo como báculo y mantenerlo dentro de su oreja como una aguja. Lo anterior ocasionó mucho temor a los seres mágicos del mar y puso al mismo mar en completa confusión, ya que nada excepto el pilar podía controlar el ir y venir de la marea. Además de tomar el báculo mágico, Wukong también derrotó en batalla a los dragones de los cuatro mares y los obligó a entregarle sus mejores armaduras mágicas: una cota de mallas dorada (鎖子黃金甲), una capa hecha con plumas de fénix (鳳翅紫金冠 Fèngchìzǐjinguān), y unas botas especiales para caminar por las nubes (藕絲步雲履 Ǒusībùyúnlǚ). 
Posteriormente Sun Wukong desafiaría a las deidades del Infierno en su intento de llevarse su alma. En lugar de reencarnar como los demás seres vivos, él no solamente tachó su nombre del “Libro de la Vida y la Muerte”, sino que también borró los nombres de todos los monos de su clan. 
Debido a estos hechos, los Reyes Dragón y los Reyes del Infierno decidieron reportarlo ante el Emperador de Jade. Su poder fue considerado tan inmenso que cuando su cabello brilló en dorado por primera vez a los reyes dragones les llegaron noticias de que era el guerrero más poderoso de la raza de los monos y que su cabello dorado, rojo y negro ardía como el fuego cuando entra al campo de batalla y que este hizo que el rey del infierno Yama creyera que era un demonio que se había transformado en mono, pues su poder era inmenso con su cabello negro como las llamas del dios demonio.

## Creando problemas en el Cielo
Con la esperanza de que una promoción y un título lo harían más dócil, el Emperador de Jade invitó a Sun Wukong al Reino celestial. Sin embargo, esto resultó ser en vano. Después de que el Emperador de Jade lo excluyera de un banquete real, como acto de rebelión Sun Wukong comió los Melocotones de Inmortalidad de la Emperatriz y las Píldoras de Indestructibilidad del Señor Laozi. Posteriormente se sintió culpable por ello, pero solo ligeramente, así que siguió siendo un dolor de cabeza para todos en el Cielo. Finalmente, las autoridades celestiales no tuvieron más opción que tratar de subyugarlo.
Él peleó contra el Ejército Celestial de 100 000 soldados y lo venció, después fue a derrotar a los Cuatro Reyes Celestiales, Erlang Shen y Nezha. Finalmente, gracias al trabajo en equipo de las fuerzas celestiales, incluyendo la ayuda de muchas deidades famosas, Sun Wukong fue capturado finalmente. Después de que varios intentos de ejecución mortal fallaron, Wukong fue encerrado en el Caldero de 8 Trigramas para ser destilado en un elixir por las llamas sagradas del Caldero, las cuales se creyeron lo suficientemente calientes para consumirlo. Sin embargo, después de 49 días de cocción el Caldero explotó y Sun Wukong saltó más fuerte que nunca y con la habilidad de "ver" la maldad en cualquier forma que esté a través de sus "Huo Yan Jin Jing" (Ojos Dorados Fieros).
Habiendo agotado todas las opciones, el Emperador de Jade y las autoridades del Cielo finalmente apelaron a Buda mismo, quien llegó en un instante desde su templo en el Oeste.
Buda apostó a Sun Wukong que no podría escapar de la palma de su mano. Wukong, sabiendo que era capaz de cubrir ciento ocho mil li en un solo salto, confiadamente aceptó la apuesta. Dio un gran salto y aterrizó en una sección desolada del Cielo. Nada había en el horizonte a excepción de cinco pilares por lo que Wukong asumió haber llegado a los límites del Cielo. Para probar que él estuvo ahí, escribió "El Gran Sabio, Sosia del cielo estuvo aquí" en el medio del pilar y marcó el espacio entre el primer y segundo pilar con su orina.
Después saltó de regreso y aterrizó sobre la palma de Buda. Sonriendo, Buda le sugirió que se diera la vuelta. Wukong lo hizo y vio que el "pilar" sobre el cual había escrito era un dedo de Buda. Wukong había perdido. Inmediatamente trató de escapar pero Buda giró su palma e hizo caer al Rey Mono bajo una montaña. 
Ahí estuvo prisionero durante cinco siglos hasta que ofreció servir a Tang Sanzang, el Monje Tang, quien estaba destinado a hacer un viaje al oeste para recuperar las escrituras budistas para China. 
La bodhisattva Guanyin ayudó al sacerdote dándole una banda para la cabeza la cual engañó al Rey Mono para que la usara. Con un canto especial, Sanzang podía ajustar la banda causando al Rey Mono un dolor insoportable, por lo cual éste nunca haría algo para desobedecerlo o disgustarlo. Bajo la supervisión de Sanzang, el Rey Mono fue autorizado a viajar al oeste. A su llegada, Wukong "alcanzó" la nirvana y se convirtió en un Buda junto con Sanzang, Bonzo Sha y el Príncipe Dragón.

## Como discípulo de Sanzang
Luego de 500 años de cumplir su "castigo" dado por Buda, durante el resto de la historia, Sun Wukong ayuda fielmente a Sanzang el Alto Sacerdote Tang en su viaje a la India para recuperar los sutras budistas. A este viaje se le unen otros seres mágicos, un cerdo (Zhu Bajie) y el ogro (Sha Hesang/Bonzo Sha), a los que junto a Sun Wukong se les ordena seguir al sacerdote para redimir sus crímenes, sirviéndoles como guardianes y protectores ("Dharmapalas"). 
El caballo del sacerdote también es una entidad sobrenatural, un príncipe dragón que fue vencido por Sun Wukong y domado por Guanyin. Sin embargo, los demás personajes ignoran este hecho. Debido a la leyenda de que el sacerdote Tang es tan puro que cualquiera que lo coma se vuelve inmortal, la seguridad de Sanzang es amenazada constantemente por seres sobrenaturales, así que Wukong actúa frecuentemente como guardaespaldas. El grupo se enfrenta a una serie de 81 conflictos antes de regresar a salvo al Imperio Tang con el tesoro de las escrituras budistas.

## Inmortalidad
Sun Wukong ganó la inmortalidad a través de siete medios diferentes, que juntos lo convirtieron en uno de los seres más inmortales e invencibles de toda la creación.
En primer lugar, hay que entender que la Inmortalidad en la cultura china es diferente a lo que conocemos, no es “no morir”, ser inmortal significa que es difícil que te maten y disponer de una vida extremadamente longeva (la única forma de ser inmortal como lo conocemos es ser un Buda, consiguiendo el nirvana). La inmortalidad en el taoísmo no se refiere a la inmortalidad física, sino a la inmortalidad espiritual, en la Tierra, lograda a través de las prácticas taoístas. En el Tao Te ching, Lao Tze escribió:

“Aquél que alcanza el Tao es inmortal.
Aunque su cuerpo muera nunca perecerá.”

### Discípulo de Puti Zhushi
Después de sentirse deprimido por el futuro y la muerte, Wukong se propone encontrar al inmortal patriarca taoísta Puti Zhushi para aprender a ser inmortal. Allí, Wukong aprende hechizos para captar los cinco elementos y cultivar el camino de la inmortalidad, así como las 72 transformaciones terrenales. Después de siete años de entrenamiento con el sabio, Wukong obtiene la fórmula secreta de la inmortalidad. Cabe señalar que la Corte del Cielo no aprueba este método de inmortalidad. 

### Libro de los mortales
En medio de la noche, el alma de Wukong es atada y arrastrada al Mundo de las Tinieblas. Allí se le informa que su vida en el mundo humano ha llegado a su fin. Enfadado, Wukong se abre camino a través del Mundo de las Tinieblas para quejarse ante "Los Diez Reyes", que son los jueces de los muertos. Los Diez Reyes intentan abordar la queja y calmar a Wukong diciendo que muchas personas en el mundo tienen el mismo nombre y que los buscadores de los muertos pueden haber recibido el nombre equivocado. Wukong exige ver el registro de vida y muerte, luego garabatea su nombre, haciéndolo intocable por los buscadores de la muerte. Es porque Wukong ha aprendido magia / artes mágicas como discípulo de Puti Zhushi que puede asustar a los Diez Reyes, exigiéndoles el libro de los mortales y quitando su nombre, haciéndolo aún más inmortal.

### Melocotón de la inmortalidad
Poco después de que los Diez Reyes se quejaran ante el Emperador de Jade , la Corte del Cielo nombra a Sun Wukong como "Guardián de los Caballos Celestiales", un nombre elegante para un mozo de cuadra. Enfurecido por esto, Wukong se rebela y comienza Havoc in Heaven. 
Durante el Caos en el cielo, Wukong es asignado para ser el "Guardián del Jardín de Melocotón Celestial". El jardín incluye tres tipos de melocotones de la inmortalidad, cada uno de los cuales otorga más de 3000 años de vida. El primer tipo florece cada tres mil años; cualquiera que lo coma se volverá inmortal, y su cuerpo se volverá ligero y fuerte. El segundo tipo florece cada seis mil años; quien lo coma podrá volar y disfrutar de la eterna juventud. El tercer tipo florece cada nueve mil años; quien lo coma será "eterno como el cielo y la tierra, tan longevo como el sol y luna". Mientras sirve como guardián, Wukong no duda en comer los melocotones , otorgándole así la inmortalidad y las habilidades que vienen con los melocotones . Si Wukong no hubiera sido designado como el Guardián del Jardín Celestial de Melocotones, no habría comido los melocotones de la inmortalidad y no habría ganado otro nivel de inmortalidad.

### Vino celestial
Debido a las travesuras rebeldes de Wukong, este no es considerado como una deidad celestial importante y, por lo tanto, no es invitado al banquete real de la Reina Madre de Occidente . Después de descubrir que se invitó a todas las demás deidades importantes, Wukong se hace pasar por el Inmortal Descalzo, una de las deidades que fue invitada y se presenta temprano para ver por qué el banquete es importante. Inmediatamente se distrae con el aroma del vino y decide robarlo y beberlo. El vino celestial tiene la capacidad de convertir a cualquiera que lo beba en un inmortal.

### Pastillas de longevidad
Mientras está borracho del vino celestial, Wukong se topa con el laboratorio de alquimia de Laozi , donde encuentra las píldoras de longevidad de Laozi , conocidas como "El tesoro más grande de los inmortales". Lleno de curiosidad por las pastillas, Wukong se come una calabaza. Aquellos que ingieran las píldoras se volverán inmortales. 

### Consecuencias de la inmortalidad
Siguiendo los tres métodos de inmortalidad de causa y efecto de Wukong durante su tiempo en el cielo, escapa de regreso a su hogar en la Montaña de Flores y Frutas . La Corte del Cielo, al descubrir lo que ha hecho Wukong, produce una batalla para lograr capturar a éste. Debido a los cinco niveles de inmortalidad que ha logrado Wukong, su cuerpo se ha vuelto casi invencible y, por lo tanto, sobrevive a los múltiples intentos de ejecución del cielo. En la última ejecución notable, Wukong fue colocado dentro del horno de Laozi con la esperanza de que fuera destilado en el elixir de las píldoras de la inmortalidad. Wukong sobrevive 49 días del fuego de samadhi en el horno de Laozi y adquiere la capacidad de reconocer el mal. Desesperada, la Corte del Cielo busca la ayuda de Buda, quien finalmente encarcela a Wukong bajo una montaña. La inmortalidad y las habilidades de Wukong finalmente entran en uso después de que Guanyin le sugiera que sea un discípulo de Tang Sanzang en el Viaje al Oeste . Allí, protege a Sanzang de los demonios malvados que intentan comerse a Sanzang para ganar la inmortalidad. La propia inmortalidad de Wukong lo protege de las diversas formas en que los demonios intentan matarlo, como decapitarlo, destriparlo, envenenarlo y hervir aceite. 
En algún momento durante el viaje, Wukong y sus compañeros obtienen la fruta de Ginseng (人參 果; fruta de hombre), una fruta aún más rara y más poderosa que los melocotones de la inmortalidad, ya que solo 30 de ellos crecerán de un árbol en particular que solo se encuentra en la montaña de la longevidad. (萬壽山) cada 10.000 años. Mientras que un olor puede otorgar 360 años de vida, consumir uno otorgará otros 47,000 años de vida. 
Todos estos métodos que utiliza Sun Wukong para lograr la inmortalidad son realmente exitosos. Sin embargo, todas estas son solo formas de alargar la vida y no le dan a Wukong la inmortalidad.
Además de todos los vinos y medicinas que otorgan la inmortalidad que el Rey Mono había consumido mientras estaba en el cielo, al llegar al templo del Buda, los peregrinos recibieron equivalentes budistas de tales alimentos, lo que hizo que Sun Wukong fuera aún más inmortal.
Después de su viaje, junto al Monje, lograrían la iluminación espiritual, y con ello la verdadera inmortalidad al alcanzar ambos la budeidad.

## EnXiyoubu
La breve novela satírica Xiyoubu (西遊 補, "Suplemento del viaje al oeste", c. 1640) sigue a Sun mientras está atrapado en un mundo de sueños mágico creado por el demonio del pez Qing, la encarnación del deseo (情, qing). Sun viaja de un lado a otro a través del tiempo, durante el cual sirve como el Rey adjunto del Infierno y juzga el alma del traidor Qin Kuai, recientemente muerto durante la dinastía Song , adquiere la apariencia de una hermosa concubina y causa la caída de la dinastía Qin. , y se enfrenta al Rey Paramita , uno de sus cinco hijos nacidos de la princesa demonio Fan de Hierro ,  en el campo de batalla durante la dinastía Tang . Los eventos del Xiyoubu tienen lugar entre el final del capítulo 61 y el comienzo del capítulo 62 de Journey to the West .  El autor, Tong Yue (童 說), escribió el libro porque quería crear un oponente, en este caso, el deseo mismo, que Sun no podía derrotar con su gran fuerza y habilidad marcial.

## Nombres por los que se le identifica
- Sun Wukong: El nombre que le dio su primer maestro, el Patriarca Bodhi (Subodhi). El apellido Sūn se dio como una broma sobre el mono, ya que a los monos también se les llama húsūn (猢猻), y puede significar un mono literal o figurativo (o un macaco). El apellido sūn (孫) y el "mono" sūn (猻) solo difieren en que este último lleva un radical "perro" ( quǎn) adicional para resaltar que猻 se refiere a un animal. El nombre de pila Wùkōng significa " despertado al vacío ", a veces traducido como Consciente de la Vacuidad.

- Rey Mono: Al principio de la novela, uno de los monos del clan de Wukong dice que quien salte hacia la cascada y logre salir sería su rey, y así lo hizo Wukong. A partir de ese momento se lo empezó a conocer por ese nombre.

- Pì-mǎ-wē o Bìmǎwēn (encargado de las caballerizas. El título del guardián de los caballos celestiales, un juego de palabras de bìmǎwēn (避 馬 瘟; lit. "evitar la plaga de los caballos"). A menudo se colocaba a un mono en un establo , ya que la gente creía que su presencia podría evitar que los caballos se enfermaran. El Emperador de Jade le dio este puesto a Sun Wukong después de su primera intrusión en el Cielo. Se le prometió que era una buena posición para tener y que estaría en la posición más alta. Después de descubrir que era uno de los trabajos más bajos del cielo, se enojó, destrozó todo el establo, liberó a los caballos y luego renunció. A partir de entonces, el título pìmǎwē fue utilizado por sus adversarios para burlarse de él).
- Měi Hóuwáng (Apuesto Rey Mono, Houwang para abreviar. El adjetivo Měi significa "hermoso, guapo, bonito". También significa "estar complacido con uno mismo", refiriéndose a su ego. Hóu ("mono") también destaca su carácter "travieso y travieso").
- El Peregrino (como le llama el autor en varias ocasiones al comenzar el viaje).
- Líng-míngdàn-hóu (Mono de piedra inteligente. Se revela que Wukong es uno de los cuatro primates espirituales que no pertenecen a ninguna de las diez categorías en las que se clasifican todos los seres del universo. Sus compañeros primates espirituales son el macaco de seis orejas (六 耳 獼猴) (que es uno de sus antagonistas en la historia principal), el mono caballo de fondo rojo (赤 尻 馬 猴) y el mono mono de brazo largo (通 臂猿猴) (ninguno de los cuales hace apariciones reales, solo mencionado de pasada por el Buda). Los poderes y habilidades de cada uno son iguales a los de los demás).

- Qítiān Dàshèng (El gran sabio, igual al cielo o Gran Sabio Sosio del Cielo.. Wùkōng tomó este título que le sugirió uno de sus amigos demonios, después de que causó estragos en el cielo, las personas que oyeron hablar de él lo llamaron Gran Sabio (Dàshèng, 大聖). El título originalmente no tiene poder, aunque oficialmente es un rango alto. Más tarde, el Emperador de Jade le otorgó al título la responsabilidad de proteger el Jardín del Melocotón Celestial, manteniendo ocupado a Sun Wukong para que no creara problemas).

- Shí Hóu (mono de piedra. Esto se refiere a su esencia física, naciendo de una esfera de roca después de milenios de incubación en las Montañas Bloom / Montaña Flor-Fruta.).
- Sūn Zhǎnglǎo ( Zhǎnglǎo es un honorífico para un monje).
- Xíngzhě (que significa " asceta " , se refiere a un monje errante, el sirviente de un sacerdote o una persona dedicada a realizar austeridades religiosas. Tang Sanzang llama a Wukong Sūn-xíngzhě cuando lo acepta como su compañero. Esto se pronuncia en japonés como gyōja, haciéndolo Son-gyōja).
- Dòu-zhànshèng-fó (Buda Luchador Victorioso. A Wukong se le dio este nombre una vez que ascendió a la Budeidad al final del Viaje a Occidente. Este nombre también se menciona durante los servicios nocturnos budistas chinos tradicionales, específicamente durante el arrepentimiento de los ochenta y ocho Buda).

## Influencia
- Algunos eruditos creen que el carácter del Rey Mono puede haberse originado en el primer discípulo de Xuanzang , Shi Banto.
- La religión popular de Fujian ya había adorado a varios "grandes sabios" monos en su tradición, lo que podría haber influido en el autor junto con otras leyendas de dioses y demonios en toda China.
- Algunos estudiosos consideran que la deidad hindú Hanuman del Ramayana es el origen de Sun Wukong.
- En el ensayo The Shaolin Monastery (2008), el especialista Meir Shahar afirma que Sun influyó en una leyenda sobre los orígenes del método del bastón Shaolin. La leyenda tiene lugar durante la Rebelión del Turbante Rojo de la dinastía Yuan. Los bandidos sitian el monasterio, pero es salvado por un humilde trabajador de la cocina que empuña un atizador de fuego largo como bastón improvisado. Salta al horno y emerge como un gigante monstruoso lo suficientemente grande como para estar a horcajadas sobre el monte Song y el fuerte imperial en la cima de la montaña Shaoshi.(que están a cinco millas de distancia). Los bandidos huyen al verlo. Los monjes Shaolin más tarde se dan cuenta de que el trabajador de la cocina era la deidad guardiana local del monasterio, Vajrapani, disfrazada. Shahar compara la transformación del trabajador en la estufa con el tiempo de Sun Wukong en el crisol de Laozi, su uso del bastón y el hecho de que Sun Wukong y su arma pueden crecer a proporciones gigantescas.

## Celebraciones y festivales
El festival de Sun Wukong se celebra el decimosexto día del octavo mes lunar en el calendario chino. La festividad incluye representaciones de sus juicios como caminar sobre carbón encendido o subir escaleras de cuchillos.
En Hong Kong se conmemora en el templo budista de Sau Mau Ping, que tiene un relicario para Sun Wukong.

## Política
Durante el gobierno de Mao en China, él usó a Sun Wukong como ejemplo de cómo deberían ser las personas. Mao frecuentemente hablaba sobre el buen ejemplo del Rey Mono, citando su “temeridad de pensamiento, trabajo, orientado al objetivo y rescatando a China de la pobreza”.

## Frase
¨Quiero que el cielo deje de cegar mis ojos, quiero que la Tierra ya no entierre mi corazón, quiero que todos los seres vivos entiendan mi mente, por hermanos viejos y hermanos nuevos, sin sacrificio no hay victoria.
Sun Wukong
A pesar de su popularidad (o tal vez debido a ella) las leyendas sobre Sun Wukong han cambiado con el devenir de la cultura china. La historia con Buda y los "pilares" no apareció sino hasta la dinastía Han cuando el budismo fue introducido a China, por otro lado, varias leyendas referidas a Sun Wukong datan mucho antes de la historia escrita de China, siendo cambiadas para adaptarse a la religión más popular en ese momento. Algunos eruditos creen que el personaje de Sun Wukong está parcialmente basado en Hánuman, el "Dios Mono" hindú, descrito en un libro por el histórico Xuanzang. Sun Wukong se hizo tan famoso en China que durante un tiempo fue adorado como un dios real.

## En la cultura popular
Dentro de la cultura popular, Sun Wukong tiene importantes referencias, como en el manga y anime Dragon Ball, el cual fue inspiración de Akira Toriyama para su creación, donde el personaje principal, Son Goku o Kakarotto, vendría a ser "Sun Wukong, El Rey Mono", donde Goku al igual que el mítico personaje, tiene una cola, un báculo sagrado que crece además de poder subir sobre una nube y comparte el nombre, ya que es simplemente la lectura japonesa del mismo nombre en chino: "孫悟空".
En el manhwa The God of High School el protagonista Jin Mori es, en realidad, la reencarnación de Sun Wukong, teniendo todas las habilidades del mismo además del Renewal Taekwondo, arte marcial creada en el mismo manhwa.
La historia del manga The Monkey King cuenta la historia del Gran mono.
En el videojuego MOBA Dota2 existe un héroe llamado Sun Wukong (The Monkey King)12 en el que diseño, historia y habilidades, son basadas en la historia de dicho personaje.
En el juego educativo de Konami Picno, Son Goku no Bouken, está basada en Sun Wukong.
En el videojuego MOBA League of Legends el personaje Wukong está claramente basado en Sun Wukong.
En el videojuego MOBA Arena of valor el personaje Wukong está basado en Sun Wukong.
En el videojuego MOBA Smite el personaje Sun Wukong está claramente basado en el con habilidades que cuentan en la historia del Viaje al oeste.
En el videojuego Warframe uno de los Warframes llamado "Wukong"  da una clara referencia a Sun Wukong, compartiendo algunas de sus habilidades, tales como clonarse, desaparecer en una nube  y utilizar su  bastón.
El satélite chino DAMPE recibe el sobrenombre de Wu Kong. El nombre podría entenderse como "entender el vacío" literalmente, se relaciona con la materia oscura no descubierta.
En el videojuego Fortnite  un cosmético adquirible denominado "Wukong" se basa en dicho personaje.
En el juego para móviles Garena Free Fire se hace referencia a Sun Wukong en el personaje "Wukong" el cual comparte la habilidad de camuflarse convirtiéndose en un arbusto.
En el videojuego TABS hay una unidad llamada Rey Mono, con habilidades como la de clonarse, teletransportarse y usar su bastón.
De igual manera, la historia  de Sun Wukong sirvió de inspiración a Jōji Arimori y Romu Aoi par la creación del anime Monkey Typhoon.
También, el Pokémon Infernape está basado en Sun Wukong.
El personaje de Sun Wukong, del que se dice explícitamente que es el tramposo de la leyenda, juega un papel importante en la serie animada de DreamWorks, Kung Fu Panda: The Paws of Destiny.
El personaje de Mushra en el anime Shinzo de Toei Animation se basa en Sun Wukong, conservando la diadema dorada del personaje y el bastón telescópico.
El videojuego Monkey King: Hero Is Back está basado claramente en la historia de Sun Wukong.
La película Doraemon y el viaje a la antigua China está basada en la historia de Sun Wukong.
La película The Monkey King y The Monkey King 2, como indica el nombre, está basada en la historia del Rey Mono.
El drama coreano Hwayugi es una adaptación de la novela china Viaje al Oeste. Y tiene como protagonista a Sun Wukong, este en la actualidad. 
La película El reino prohibido (en chino: 功夫之王, en inglés: The Forbidden Kingdom) está basada en la historia del Rey Mono. 
Los cantantes Álvaro Pascual “Pascu” y Rodrigo Septién “Rodri” de Destripando la historia lanzaron la canción El origen de Goku, la cual habla sobre la historia de Sun Wukong. 
El personaje de Kongo en Monkey Magic está basado en Sun Wukong.
El personaje "Sun" del MOBA, Mobile Legends Bang Bang, Está claramente basado en el héroe.
En la serie Shin Chan, un capítulo hace referencia a la historia de Sun Wukong.
En la serie Lego Monkie kid, el personaje Sun Wukong está basado en Wukong.
En el videojuego Enslaved: Odyssey to the West está inspirado en Viaje al Oeste y su personaje principal está basado en Sun Wukong
En el videojuego Black Myth: Wukong, del estudio desarrollador chino Game Science. El juego se basa en la mitología en la leyenda de Sun Wukong.
En la franquicia Digimon, el Digimon Gokuwmon y el recién revelado Seiten Gokuwmon están inspirados en Sun Wukong.